# Амерички опосум
Амерички опосум (лат. Didelphis virginiana) је једини северноамерички торбар.

## Опис врсте
То су мале животиње, масе између 0,8 - 6,4 кг. Просечна дужина јединке износи 74 цм. Мужјаци по правилу имају већу телесну масу и крупнији су од женки. Глава им је издужена, њушка наглашена, на којој се налазе дуге длаке. Тело им подсећа на већу домаћу мачку, мало је издужено, незграпно, врат је кратак и дебео. Сивкасте су боје крзна, имају мале, црне уши. Имају дуг, дебео, округао и шиљаст реп (22 - 47 цм), прекривен рожним крљуштима; помоћу кога се лако каче на гране дрвећа, у чему им помажу и мале сиве канџе на удовима. Закачен репом о какву грану, може сатима да виси.

### Зуби
Присутан је приличан број зуба, што представља ређу појаву код припадника реда торбара. Имају пет секутића у горњој, четири у доњој вилици, по један очњак, три преткутњака и четири кутњака. Секутићи су врло ситни, а очњаци крупни.
Дентална формула је:
| 5.1.3.4. |
| 4.1.3.4. |

### Имунитет
Вирџинијански опосум има изузетно јак имунски систем, показује делимичан или потпуни имунитет на ујед отровних змија звечарки. Захваљујући нижој температури његове крви, врло ретко су примећене појаве беснила.